# Middót
A Middót (Mértékek vagy Méretek, héberül מִדּוֹת) a Misna Kodasim (Szentségek) rendjének 10. (régebbi kiadásokban és kéziratokban 9., 11. vagy utolsó), a Második Templom Heródes-korabeli méreteivel és építményeivel foglalkozó traktátusa. Csak misnája van, tószefta nem tartozik hozzá, gemárája egyik Talmudban sincs. Első sora – Bislósá məqómót hakkóhaním sómrín bəVét ha-Miqdás (Három helyen őrködnek a papok a Templomban) – megegyezik a Támidéval.
A nem csak hagyományőrzési okokból, hanem a Templom majdani újjáépítésére vonatkozóan is készült leírások nem fennmaradt alaprajzokon, hanem azok visszaemlékezésein alapulnak, akik még látták az épületegyüttest és annak pusztulása (i. e. 70) után azt szóban továbbhagyományozták tanítványaiknak. A traktátus Eliezer ben Jákob misnájának tekinthető, mivel a törzsanyag tőle származik (mint szemtanú még látta, egy rokona pedig a Szentélyben szolgált), a későbbi kiegészítések (az eltérő vélemények) beillesztése, valamint a szerkesztés Jehuda Hanászi munkája.

## A fejezetek címe és tartalma
A traktátus (masszechet) 5 fejezetből (pereq) áll. A fejezetek szintén misnának nevezett alszakaszokra oszlanak (a számuk zárójelben). A modern hivatkozás a fejezet- és misnaszámmal (pl. Middót 4,1) történik, a klasszikus judaizmusban a szakaszok kezdőszavaival.
1. Bislósá məqómót... (Három helyen...) (7):
2. Har ha-Bajit... (A Templom hegye...) (6):
3. Hammizbéach hájá... (Az oltár [mérete] volt...) (8):
4. Pitchó sel Héchál... (A Szentély bejárata...) (8):

## Lásd még
- Talmud